# Берёзовка (Шигонский район)
Берёзовка — село в Шигонском районе Самарской области России. Входит в состав сельского поселения Волжский Утёс.

## География
Находится на западном берегу Куйбышевского водохранилища на расстоянии примерно 34 километра по прямой на восток от районного центра села Шигоны.

## История
Село основано в середине XVII века. Первоначально называлось Шоркин Буерак по названию местности. В XVIII веке перенесено к устью Усы и сменило название.
Согласно данным ревизии 1719 года, деревня Берёзовка существовала наряду с другими Усольскими слободами, в том числе Шоркиной, Нижней, Верхней, Новосёлками. По переписи 1690 года, большинство заселившихся в Берёзовку крестьян проживали в Нижней слободе Надеина Усолья. Ранее 1719 года упоминаний о Берёзовке не выявлено, в том числе и по межевым книгам владений Меншикова 1710 года деревня не упоминается. Это обстоятельство указывает на дату возникновения Берёзовки в интервале 1710—1719 годов.

## Население
| 2010 |
| ---- |
| 40   |

Постоянное население в 2002 году составляло 32 человека (русские из них — 97 %), 40 в 2010 году.

## Инфраструктура
Личное подсобное хозяйство с зоной сельскохозяйственного использования, индивидуальная застройка усадебного типа.

## Транспорт
Село доступно автомобильным и водным транспортом.